# 國學院大學栃木中学校・高等学校
國學院大學栃木中学校・高等学校（こくがくいんだいがくとちぎちゅうがっこう・こうとうがっこう）は、栃木県栃木市平井町に所在し、中高一貫教育を提供する私立中学校・高等学校。

## 特色
略称は國栃（こくとち）や國學院（がくいん）、国学院栃木（こくがくいんとちぎ）など。太平山と市街地の間に位置する。
学校法人國學院大學により1959年（昭和34年）に栃木県神社界及び栃木市の要望によって付属高等学校の設置が決定され、翌年第1期生が入学した。入学当初校舎設備が完全には完成しておらず、10月9日に本校舎が完成した。
設立当初と違い、現在は國學院大學栃木学園となり学校法人という意味での経営母体が変わっているが、國學院大學へ優先的な入学が可能である。通年の成績により一定基準を満たした場合には推薦入試、また、付属3校の統一試験による優先入試がある。毎年國學院大學へ100名以上の生徒が入学している。

### 設置形態
- 中学校
- 高等学校
  - 普通科
    - 中高一貫コース(付属中学から)
    - 特別選抜Sコース - 30人
    - 特別選抜コース - 40人
    - 選抜コース - 80人
    - 文理コース - 200人
- 最寄り駅は栃木駅（バス8分　自転車15分　徒歩40分）

## 沿革
- 1959年（昭和34年）学校法人國學院大學は栃木県神社界及び栃木市の要望により、栃木市平井町608番地に附属高等学校設置を決定。
- 1960年（昭和35年）國學院大學栃木高等学校、普通科第一期生入学
- 1963年（昭和38年）学校法人國學院大學栃木学園を設立し、学校法人國學院大學より移管される
- 1964年（昭和39年）商業科設置
- 1985年（昭和60年）野球部が第67回全国高等学校野球選手権大会に出場する
- 1991年（平成3年）商業科、国際情報科に科名変更認可
- 1992年（平成4年）国際情報科(英進コース・文進コース)を設置
- 1996年（平成8年）國學院大學栃木中学校を設置
- 2006年（平成18年）普通科(一類)国立コースを廃止、普通科(二類)文理コースを選抜コースα、選抜コースβに変更
- 2010年（平成22年）普通科に特別選抜Ｓコースを設置
- 2012年（平成24年）国際情報科のコース制を廃止
- 2013年（平成25年）普通科にグローバルコースを設置、国際情報科の募集を停止
- 2013年（平成25年）選抜αコースを選抜コース、選抜βコースを文理コースに変更
- 2016年（平成28年）国際情報科廃止
- 2017年（平成29年）普通科1、2類制廃止
- 2018年（平成30年） 部活動生向け新寮、人工芝となったラグビー場完成
- 2022年（令和4年）ラグビー部が全国高等学校ラグビーフットボール大会で県勢初の準優勝[1]
- 2022年（令和4年）野球部が第104回全国高等学校野球選手権大会に37年ぶりに出場。応援曲にクラシックの名曲「アントニン・ドヴォルザーク作曲・交響曲第９番 ホ短調『新世界より』第４楽章（Allegro con fuoco）」の冒頭部分が初登場、魔曲として称賛された。さらに2回戦では前年優勝の智弁和歌山に勝利した。くしくも智弁和歌山にはセンバツで2度敗れていた。

## 著名な出身者
- 星善博（詩人）
- 鯉沼久史（コーエーテクモゲームス代表取締役社長兼CEO兼COO、コーエーテクモホールディングス代表取締役社長執行役員CEO）
- 和田薫 (芸能事務所社長)
- 黒川伊保子（実業家）
- 石川恋（女優）
- 柴小聖（グラビアアイドル）
- 栗原英雄（劇団四季）
- 晴華みどり（元宝塚歌劇団）
- 井坂康志（ものつくり大学教授）
- 新井敏記（編集者）

### スポーツ
サッカー
- 武井択也

ラグビー
- 田村優
- 大出憲司
- 岩上篤史
- 小松学
- 手塚洋成
- 岩爪航
- 河合航
- 尾又寛汰
- 田村熙
- 小野貴久
- 塚原巧巳
- 渡邉弐貴
- 武井日向
- 坂本洋道
- 金子峻大
- 本堂杏虎
- 久保克斗
- 大島佐利
- 田中笑伊
- 松田凜日
- 小西想羅
- 内海春菜子
- 高橋夏未
- 福田陸人
- 中村公星
- 遠藤孝一
- 北村瞬太郎
- 伊藤耕太郎

バレーボール
- 岡野知子
- 濱野礼奈
- 福田舞
- 石田小枝
- 関李香
- 田中美咲
- 新井祐喜子
- 宇賀神みずき
- 舩田璃々香

野球
- 中野佐資
- 益田尚哉
- 小関竜也
- 渡辺俊介

自転車
- 橋本蒔子

ハンドボール
- 岸川英誉
- 鎌倉絵美子

### 姉妹校
- 学校法人國學院大學
  - 國學院大學
  - 國學院大學北海道短期大学部
  - 國學院大學幼児教育専門学校
  - 國學院高等学校
  - 國學院大學久我山中学校・高等学校
  - 國學院大學附属幼稚園
  - 國學院幼稚園

### 同法人における併設校
- 学校法人國學院大學栃木学園
  - 國學院大學栃木短期大学
  - 國學院大學栃木二杉幼稚園